# Чемпіонат світу з легкої атлетики 2019 — спортивна ходьба на 50 кілометрів (чоловіки)

Фініш Юсуке Судзукі

Трансляція дисципліни

Змагання зі спортивної ходьби на 50 кілометрів серед чоловіків на Чемпіонаті світу з легкої атлетики 2019 проходили 28 вересня на шосейній кільцевій трасі (довжина кільця — 2 км), прокладеній вулицями Дохи, зі стартом та фінішем навпроти Будівлі Національного дня Катару (англ. National Day Building).

## Напередодні старту
На початок змагань основні рекордні результати були такими:
| WR | Йоанн Дініз (FRA) | 3:32.33 | Цюрих  | 15 серпня 2014 |
| CR | Йоанн Дініз (FRA) | 3:33.12 | Лондон | 13 серпня 2017 |
| WL | Йоанн Дініз (FRA) | 3:37.43 | Алітус | 19 травня 2019 |

Головним фаворитом змагань був 41-річний француз Йоанн Дініз, рекорсдмен та чемпіон світу, володар найкращого результату сезону, показаного в травні на Кубку Європи.

## Результати
Нічна спека (на момент фінішу після 3 години ночі за місцевим часом температура повітря сягала 30 градусів за Цельсієм) та висока вологість повітря (74 %) внесли свої корективи — 14 ходоків (включаючи Йоанна Дініза) зійшли з дистанції. Чемпіоном світу став японець Юсуке Судзукі, рекордсмен світу на дистанції ходьби 20 кілометрів, який захопив лідерство з самого початку заходу і не віддавав його до самого фінішу. Друге місце виборов 43-річний ветеран Жуан Вієйра, для якого чемпіонат в Досі став 11-м в кар'єрі. Абсолютний рекордсмен за кількістю участей (13) в чемпіонатах, 49-річний іспанець Хесус Анхель Гарсія фінішував 8-м.
| Місце | Атлет                        | Час     | Примітки |
| ----- | ---------------------------- | ------- | -------- |
| 1     | Юсуке Судзукі (JPN)          | 4:04.20 |          |
| 2     | Жуан Вієйра (POR)            | 4:04.59 |          |
| 3     | Еван Данфі (CAN)             | 4:05.02 |          |
| 4     | Ню Веньбін (CHN)             | 4:05.36 |          |
| 5     | Ло Ядун (CHN)                | 4:06.49 |          |
| 6     | Брендан Бойс (IRL)           | 4:07.46 |          |
| 7     | Карл Доманн (GER)            | 4:10.22 |          |
| 8     | Хесус Анхель Гарсія (ESP)    | 4:11.28 |          |
| 9     | Мар'ян Закальницький (UKR)   | 4:12.28 | SB       |
| 10    | Нарціс Міхайла (ROU)         | 4:13.56 |          |
| 11    | Квентін Рю (NZL)             | 4:15.54 |          |
| 12    | Ато Ібаньєс (SWE)            | 4:17.04 |          |
| 13    | Рафал Августин (POL)         | 4:20.25 |          |
| 14    | Матьйо Білодо (CAN)          | 4:21.13 |          |
| 15    | Артур Мастяніца (LTU)        | 4:21.54 |          |
| 16    | Мікеле Антонеллі (ITA)       | 4:22.20 |          |
| 17    | Александрос Папаміхаїл (GRE) | 4:22.39 |          |
| 18    | Орасіо Нава (MEX)            | 4:24.16 |          |
| 19    | Марк Тур (ESP)               | 4:24.38 |          |
| 20    | Яркко Кіннунен (FIN)         | 4:25.36 |          |
| 21    | Арніс Румбеніекс (LAT)       | 4:28.18 |          |
| 22    | Артур Бжозовський (POL)      | 4:30.17 |          |
| 23    | Йонатан Гільберт (GER)       | 4:30.43 |          |
| 24    | Марк Мунделл (ZAF)           | 4:41.39 |          |
| 25    | Валерій Літанюк (UKR)        | 4:42:18 |          |
| 26    | Бенце Веньєрчан (HUN)        | 4:45.04 |          |
| 27    | Кацукі Хаято (JPN)           | 4:46.10 |          |
| 28    | Рафал Сікора (POL)           | 4:50.08 | SB       |
| 29 !  | Іван Банзерук (UKR)          | —       | DNF      |
| 30 !  | Теодоріко Капоразо (ITA)     | —       | DNF      |
| 31 !  | Андрес Чочо (ECU)            | —       | DNF      |
| 32 !  | Хосе Ігнасіо Діас (ESP)      | —       | DNF      |
| 33 !  | Йоанн Дініз (FRA)            | —       | DNF      |
| 34 !  | Дмитро Дюбін (BLR)           | —       | DNF      |
| 35 !  | Мате Гелебрандт (HUN)        | —       | DNF      |
| 36 !  | Нода Томогіро (JPN)          | —       | DNF      |
| 37 !  | Ісаак Пальма (MEX)           | —       | DNF      |
| 38 !  | Велі-Матті Партанен (FIN)    | —       | DNF      |
| 39 !  | Натаніель Зайлер (GER)       | —       | DNF      |
| 40 !  | Матей Тот (SVK)              | —       | DNF      |
| 41 !  | Клаудіо Флорес (ECU)         | —       | DNF      |
| 42 !  | Ван Цінь (CHN)               | —       | DNF      |
| 43 !  | Камерон Корбішлі (GBR)       | —       | DQ       |
| 44 !  | Говар Гьоукенес (NOR)        | —       | DQ       |
| 45 !  | Домінік Кінг (GBR)           | —       | DQ       |
| 46 !  | Русланс Смолонскіс (LAT)     | —       | DQ       |